# Sfero

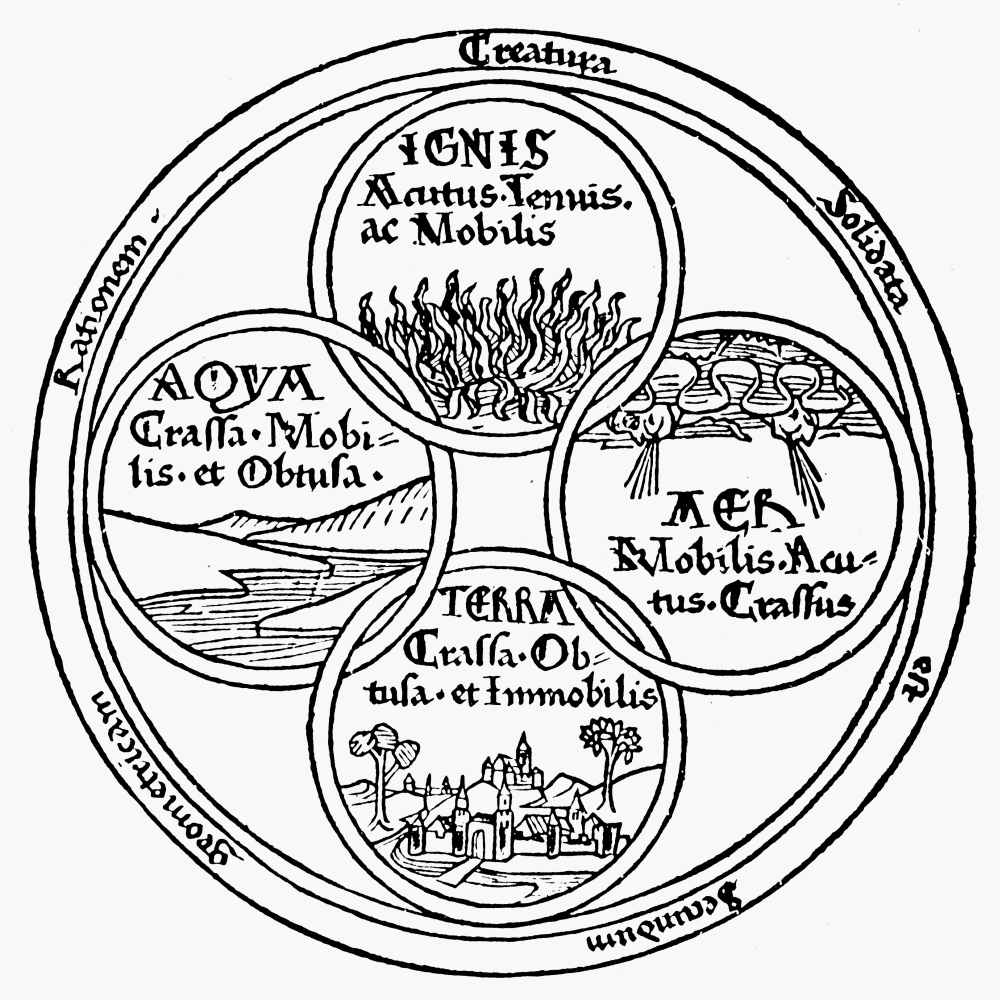
Incisione del 1472 da un'edizione del De rerum natura di Lucrezio

Nella cosmogonia del filosofo presocratico Parmenide e poi Empedocle, lo Sfero è la forma che assume l'universo quando è dominato dall'amore.
Secondo Empedocle, le quattro radici (rhizai), ossia gli elementi (acqua, terra, aria e fuoco) che formano tutte le cose sono governati dalla tensione fra l'amore (philia) e la contesa (neikos), i quali prevalgono a tempi alterni. 
Quando prevale l'amore, tutti gli elementi sono fusi insieme in una sfera perfettamente omogenea senza determinazioni e conflitti interni, isolata in mezzo al nulla, appunto lo sphairos o Sfero. Così descrive Empedocle il suo stato:
Sfero rotondo che gode della sua solitudine piena.»
(Diels-Kranz 31 B 28)